# Treibhund

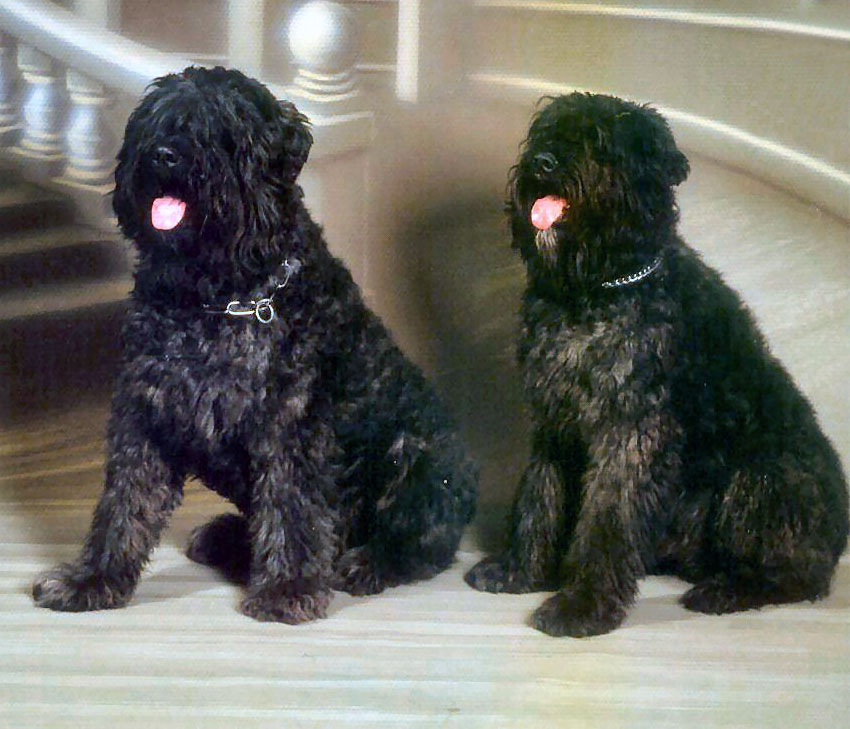
Bouvier des Flandres

Ein Treibhund ist ein Hund, der zum Treiben von Vieh verwendet wird. Die FCI listet Treibhunde in der Gruppe 1, Sektion 2. Die dort gelisteten Treibhundrassen sind:
- Bouvier des Ardennes
- Bouvier des Flandres
- Australian Cattle Dog
- Australian Stumpy Tail Cattle Dog
- Welsh Corgi Pembroke
- Welsh Corgi Cardigan

Die Schweizer Sennenhundrassen aus der Gruppe 2, Sektion 3 werden ebenfalls als Treibhunde verwendet. Es sind dies:
- Appenzeller Sennenhund
- Berner Sennenhund
- Entlebucher Sennenhund
- Grosser Schweizer Sennenhund

Historisch wurden auch Laufhunde zur Treibjagd als Treibhunde bezeichnet.